# المقاطع (قفل شمر)

تعديل مصدري - تعديل

المقاطع هي إحدى قرى عزلة شمرين بمديرية قفل شمر التابعة لمحافظة حجة، بلغ تعداد سكانها 418 نسمة حسب تعداد اليمن لعام 2004.